# Arctosa intricaria
Arctosa intricaria är en spindelart som först beskrevs av Carl Ludwig Koch 1847.  Arctosa intricaria ingår i släktet Arctosa och familjen vargspindlar. Inga underarter finns listade i Catalogue of Life.